# شهیدلیک (آرتوین)
شهیدلیک (به ترکی استانبولی: Şehitlik) یک منطقهٔ مسکونی در ترکیه است که در آرتوین واقع شده‌است. شهیدلیک ۴۳۴ نفر جمعیت دارد.